# Draconema cephalatum
Draconema cephalatum is een rondwormensoort uit de familie van de Draconematidae. De wetenschappelijke naam van de soort is voor het eerst geldig gepubliceerd in 1913 door Cobb.